# ماهيدشت (مقاطعة فهرج)
ماهيدشت (بالفارسية: ماهی‌دشت) هي قرية تقع في البلدة المركزية في إيران. يقدر عدد سكانها بـ 408 نسمة بحسب إحصاء 2016.